# Comuna de Sadowie
Sadowie (polaco: Gmina Sadowie) é uma gminy (comuna) na Polónia, na voivodia de Santa Cruz e no condado de Opatowski. A sede do condado é a cidade de Sadowie.
De acordo com os censos de 2004, a comuna tem 4324 habitantes, com uma densidade 52,9 hab/km².

## Área
Estende-se por uma área de 81,71 km², incluindo:
- área agricola: 86%
- área florestal: 9%

## Demografia
Dados de 30 de Junho 2004:
|                      | Total   | Total | Mulheres | Mulheres | Homens  | Homens |
| -------------------- | ------- | ----- | -------- | -------- | ------- | ------ |
|                      | pessoas | %     | pessoas  | %        | pessoas | %      |
| População            | 4324    | 100   | 2210     | 51,1     | 2114    | 48,9   |
| Densidade (pop./km²) | 52,9    | 100   | 27       | 27       | 25,9    | 25,9   |

De acordo com dados de 2005, o rendimento médio per capita ascendia a 1379,80 zł.

## Comunas vizinhas
- Baćkowice, Ćmielów, Opatów, Bodzechów, Waśniów